# Elitni (Novossibirsk)
|  | Per a altres significats, vegeu «Elitni». |

Elitni (en rus: Элитный) és un poble (un possiólok) de l'óblast de Novossibirsk, a Rússia, que en el cens del 2010 tenia 1.572 habitants, pertany al districte de Novossibirsk.